# Primož Roglič
Primož Roglič hörenⓘ (* 29. Oktober 1989 in Zagorje ob Savi, SR Slowenien, SFR Jugoslawien) ist ein slowenischer Radrennfahrer und ehemaliger Skispringer.
Seine bislang größten Erfolge im Radsport waren die Gesamtsiege der Vuelta a España 2019, 2020, 2021 und 2024, des Giro d’Italia 2023 sowie die Goldmedaille bei den Olympischen Spielen 2020 in Tokio im Einzelzeitfahren.

## Werdegang

### Skispringen
Primož Roglič wurde am 29. Oktober 1989 in Trbovlje im damaligen Jugoslawien geboren. Nach dessen Zerfall wuchs er als Slowene in der kleinen Ortschaft Kisovec auf. Bereits in jungen Jahren begann er mit dem Skisprung-Sport, wobei er im Alter von zehn Jahren als Mitglied des SSK Kisovec von der lokalen Schanze sprang. Im Jahr 2003 absolvierte er als Junior seine ersten Wettkämpfe im FIS Cup, ehe er zwei Jahre später in Vikersund seinen ersten Einsatz im Continental-Cup erhielt. Sein erster Sieg folgte im Jahr 2006, als er im Continental-Cup den Wettkampf von Planica für sich entschied. Im selben Jahr gewann er mit seinen Teamkollegen die Silbermedaille beim Mannschaftsspringen der Junioren-Weltmeisterschaften im slowenischen Kranj. Im Jahr 2007 gewann er die Continental-Cup-Station in Westby, ehe er in Planica im Alter von 18 Jahren mit seinen Teamkollegen Jurij Tepeš, Robert Hrgota und Mitja Mežnar Junioren-Weltmeister im Mannschaftsbewerb wurde. Im Einzelspringen belegte er mit 17,5 Punkten Rückstand den Fünften Rang, wobei ihm nur vier Punkte auf eine Medaille fehlten.
Wenige Wochen nach seinem Weltmeistertitel absolvierte Primož Roglič mehrere Testsprünge auf der Letalnica bratov Gorišek (HS215) in Planica. Am 22. März 2007 verlor er kurz nach dem Schanzentisch das Gleichgewicht und kam schwer zu Sturz, wobei er für zehn Minuten bewusstlos im Auslauf liegen blieb. Später wurde bei ihm ein Nasenbeinbruch und eine Gehirnerschütterung diagnostiziert. Nach seinem Sturz konnte Roglič keine Top-Resultate mehr erzielen, wobei er zusehends mit Knieproblemen zu kämpfen hatte. Zudem verpasste er den Sprung in den A-Nationalkader und damit in den Skisprung-Weltcup und zog sich mit dem Jahr 2012 im Alter von 23 Jahren endgültig aus dem Skisprung-Sport zurück. Bereits in den Jahren 2010 und 2011 hatte er nur noch wenige Wettkämpfe bestritten.

### Wechsel in den Radsport
Bereits im Alter von 21 Jahren erkannte Primož Roglič, dass sich seine Karriere als Skispringer dem Ende zuneigte. Auf der Suche nach neuen sportlichen Zielen und Herausforderungen versuchte er sich zunächst im Duathlon und Triathlon, ehe er sich auf den Straßenradsport fokussierte. Nach eigener Aussage gab Roglič bereits damals das Ziel aus, Profi-Radsportler zu werden, obwohl er in seinem ganzen Leben erst 3000 Kilometer gefahren war. Um sich ein gebrauchtes Rennrad leisten zu können, verkaufte Roglic sein Motorrad und arbeitete in einem Supermarkt. Bald nahm er Kontakt zu dem ehemaligen Radsportler Andrej Hauptman auf, der in jener Zeit das slowenische UCI Continental Team Radenska leitete. Dieser hielt zunächst jedoch nicht viel von dem ehemaligen Skispringer, der mit 21 Jahren erst sehr spät mit dem Radsport begann. In einem späteren Interview meinte er, dass Roglič öfter stürzte als gewann, und dass er Probleme hatte, im Peloton zu fahren. Sobald er in den Anstiegen jedoch allein war, überzeugte er mit herausragenden Leistungen. Im Alter von 22 Jahren führte Primož Roglič Leistungstests in einem slowenischen Sportlabor durch, wo er laut Berichten der Deutschen Welle (DW) eine Maximale Sauerstoffaufnahme (VO2max) von rund 80 ml/kg/min erzielte.
Nach nur einem Jahr unterschrieb Primož Roglič seinen ersten Profi-Vertrag beim slowenischen UCI Continental Team Adria Mobil und bestritt in seiner ersten Saison 31 Renntage. Die Slowenien-Rundfahrt beendete er auf dem 15. Gesamtrang. Im Jahr 2014 folgte sein erster Etappensieg bei der Tour d’Azerbaïdjan, ehe er als Gesamtdritter die Bergwertung der Sibiu Cycling Tour für sich entschied. Ende August gewann er das Eintagesrennen Kroatien-Slowenien als Solist. Seine bis dahin erfolgreichste Saison folgte im Jahr 2014, als er die Gesamtwertung der Tour d'Azerbaïdjan und Slowenien-Rundfahrt für sich entschied, wobei er bei beiden Etappenrennen einen Abschnitt gewann. Weiters sicherte er sich die Bergwertung der Settimana Internazionale Coppi e Bartali und feierte einen Etappensieg bei der Tour of Qinghai Lake.

### Wechsel zum Team LottoNL-Jumbo
Im Jahr 2015 erfuhr Frans Maassen, einer der Sportdirektoren des Team Lotto NL-Jumbo (später Jumbo-Visma), durch einen slowenischen Freund von den Leistungen von Primož Roglič. Noch im selben Jahr flogen sie ihn zu umfangreichen Testungen in die Niederlande, wobei er erneut mit seinen außergewöhnlichen Leistungsdaten überzeugen konnte. Am 12. Oktober 2015 gab die Mannschaft bekannt, dass der zwischenzeitlich 25-jährige Slowene einen Zweijahresvertrag bei dem UCI WorldTeam unterschrieben hatte.
In seiner ersten Saison gab Primož Roglič sein Debüt bei der Tour Down Under 2016, die er jedoch nach einem Sturz auf der 5. Etappe beendete. Bereits bei seinem zweiten Etappenrennen, der Algarve-Rundfahrt, belegte er den fünften Gesamtrang, wobei er beide Bergankünfte jeweils unter den ersten drei Positionen beendete. Bei der Katalonien-Rundfahrt ging er auf der anspruchsvollen Schlussetappe auf dem Montjuïc in die Fluchtgruppe und musste sich im Sprint nur dem Russen Alexey Tsatevich geschlagen geben. Im Mai gab er beim Giro d’Italia sein Grand-Tour-Debüt und beendete das Auftaktzeitfahren von Apeldoorn als Zweiter, wobei ihm nur 22 Hundertstel auf Tom Dumoulin fehlten. Nachdem er auf der 3. Etappe viel Zeit eingebüßt hatte, gewann er das Einzelzeitfahren der 9. Etappe, das über ein hügliges Profil von Radda in Chianti nach Greve in Chianti führte. Schlussendlich beendete er die Italien-Rundfahrt auf dem 58. Gesamtrang, ehe er slowenischer Zeitfahrmeister wurde. Am Ende der Saison wurde er von der slowenischen Nationalmannschaft für die Olympischen Spiele von Rio de Janeiro und die Straßenradsport-Weltmeisterschaften in Doha nominiert.

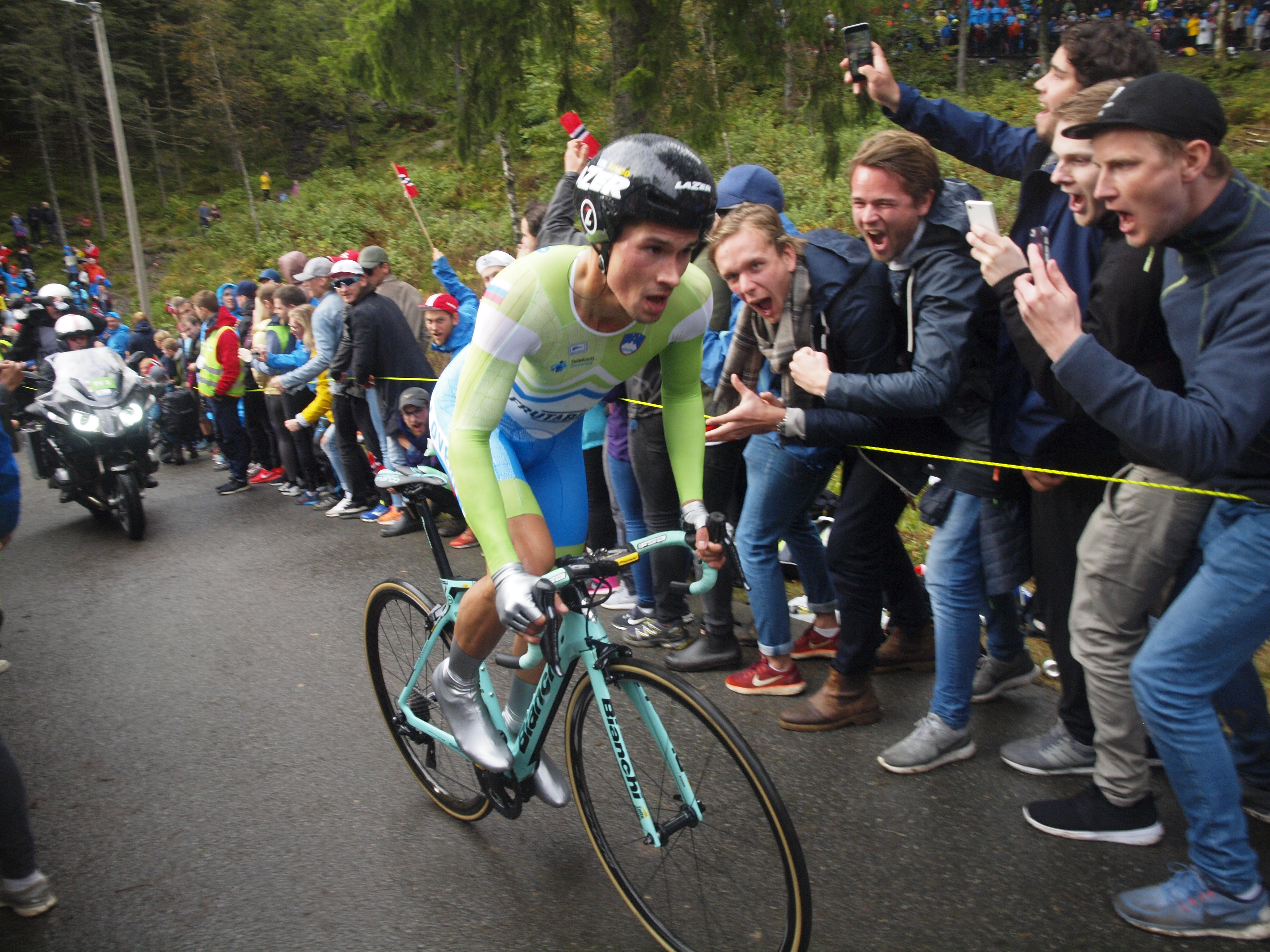
Im Jahr 2017 wird Primož Roglič hinter Tom Dumoulin Zweiter im Zeitfahren der Weltmeisterschaften

Im Frühjahr der Saison 2017 gewann Roglič die Algarve-Rundfahrt und errang bei Tirreno–Adriatico als Gesamtvierter die beste Platzierung seiner Mannschaft. Bei der Baskenland-Rundfahrt feierte er zwei Etappensiege, wobei er sich einmal als Solist und einmal im Zeitfahren durchsetzte. Bei der Tour de Romandie gewann er das Abschlusszeitfahren und schob sich auf den dritten Gesamtrang, womit er erstmals ein Etappenrennen der UCI WorldTour auf dem Podium beendete. Nachdem er mit dem Prolog der Ster ZLM Toer erneut einen Zeitfahrbewerb für sich entschieden hatte, wurde er erstmals für die Tour de France nominiert. Im Auftaktzeitfahren von Düsseldorf, blieb er jedoch als 65. hinter seinen Erwartungen zurück, ehe er gegen Ende der Rundfahrt vermehrt in Ausreißergruppen ging. Auf der 17. Etappe setzte sich Primož Roglič im Anstieg des Col du Galibier als Solist ab und sorgte in Le Monêtier-les-Bains nach einem 35 km langen Solo für den ersten slowenischen Tour-de-France-Etappensieg. In der Gesamtwertung erzielte er schlussendlich den 38. Gesamtrang. In der Tour de France 2017 gewann er die Sonderwertung Souvenir Henri Desgrange. Am Ende der Saison ging Roglič als Mitfavorit im Einzelzeitfahren der Weltmeisterschaften an den Start. Auf der 31 km langen Strecke, die mit einem 3,4 km langen Schlussanstieg auf den Fløyen zu Ende ging, belegte er den zweiten Rang, wobei er im Ziel eine Rückstand von 57 Sekunden auf den Niederländer Tom Dumoulin aufwies. Aufgrund seiner Leistungen wurde sein Vertrag bereits im Februar 2017 um ein weiteres Jahr verlängert.

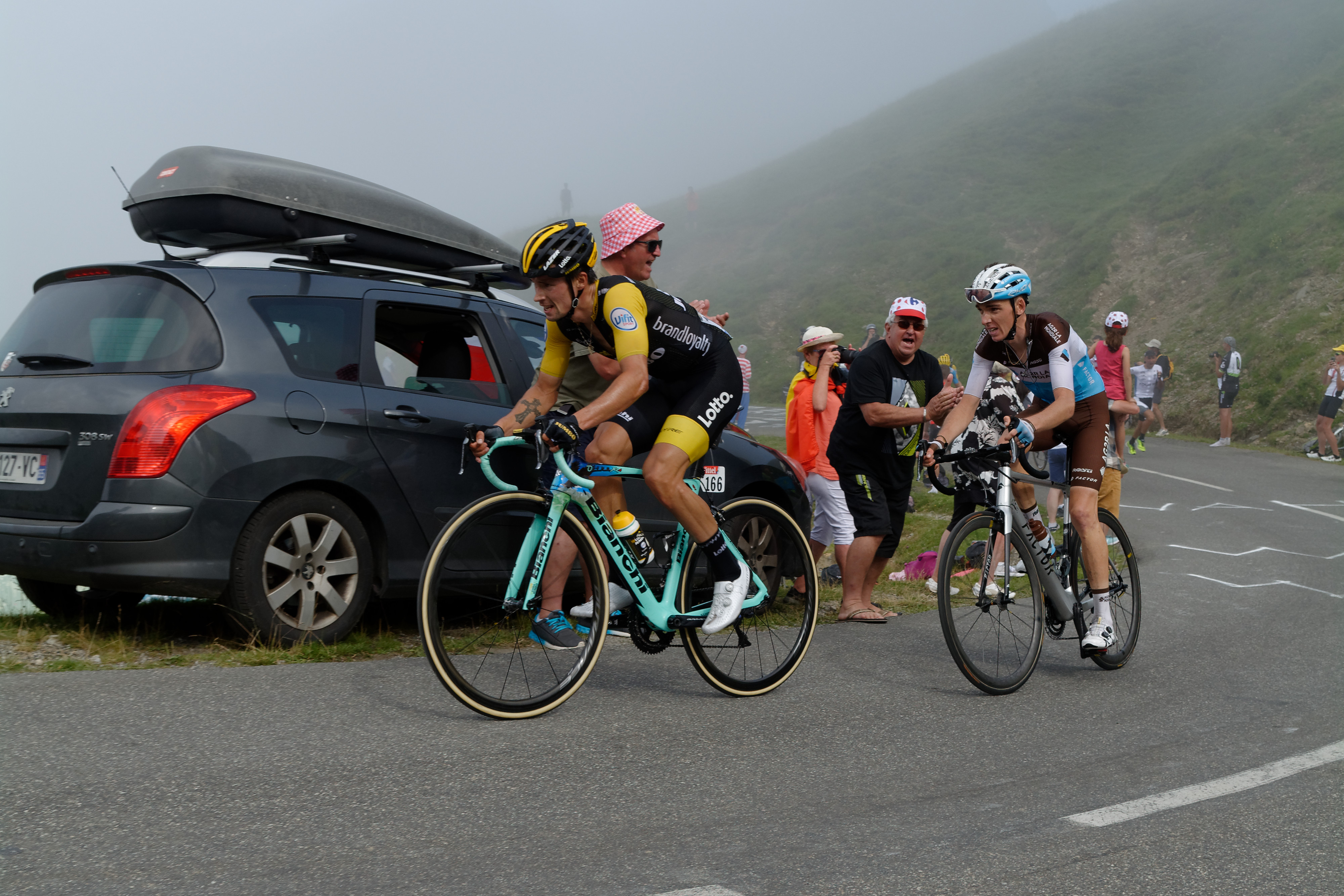
Primož Roglič (links) und Romain Bardet (rechts) im Anstieg des Col d’Aubisque (Tour de France 2018)

In seiner dritten Saison beim Team LottoNL-Jumbo etablierte sich Primož Roglič als Rundfahrten-Spezialist. Nachdem er eine Etappe von Tirreno–Adriatico gewonnen hatte, folgten Gesamtsiege bei der Baskenland-Rundfahrt, Tour de Romandie und Slowenien-Rundfahrt, wobei er bei ersterer und letzterer jeweils eine bzw. zwei Etappen für sich entscheiden konnte. Neben seinen Qualitäten in den Zeitfahren profitierte er auch von seiner hohen Endschnelligkeit, die es ihm erlaubte, Zeitbonifikationen bei den Zielankünften zu sammeln. Bei der Tour de France 2018 ging er an der Seite von Steven Kruijswijk an den Start, der sich in den vorangegangenen Grand Tours als Kapitän der niederländischen Mannschaft etabliert hatte. Bei der ersten Bergankunft in La Rosière rückte Roglič auf den fünften Gesamtrang vor, ehe er nach der Aufgabe von Vincenzo Nibali als Gesamtvierter in die letzte Tour-Woche ging. Auf der 19. Etappe setzte er sich im Schlussanstieg des Col d’Aubisque von den restlichen Gesamtklassement-Fahrern ab und gewann seine zweite Tour-de-France-Etappe als Solist im Talort Laruns. Zugleich rückte er auf den dritten Gesamtrang vor, wobei sein Vorsprung auf den nachfolgenden Chris Froome nur 13 Sekunden betrug. Im Einzelzeitfahren der 20. Etappe büßte er gegenüber dem Briten jedoch mehr als eine Minute ein und verpasste so einen Podiumsplatz. Aufgrund einer Sturzverletzung, die er sich bei der Frankreich-Rundfahrt zugezogen hatte verpasste er den Zeitfahrbewerb der Weltmeisterschaften in Innsbruck. Im Straßenrennen belegte er auf einem anspruchsvollen Parcours den 34. Rang.

### Grand Tour-Siege

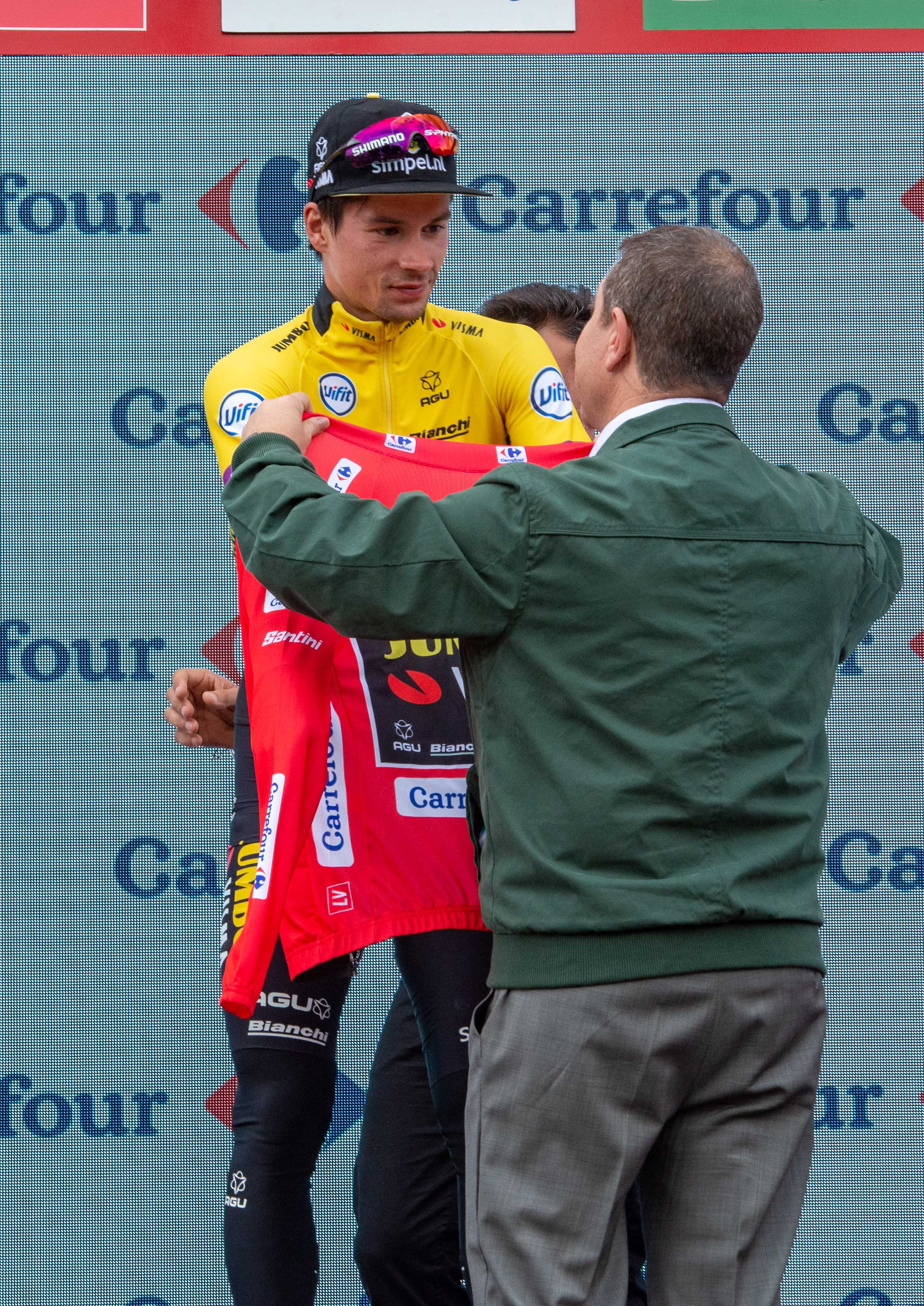
Primož Roglič gewinnt die Vuelta a España 2019

Im Jahr 2019 fokussierte sich Primož Roglič auf den Giro d’Italia, wo er als Kapitän des Team Jumbo-Visma an den Start ging. Zuvor gewann er mit der UAE Tour, Tirreno–Adriatico und Tour de Romandie drei Etappenrennen der UCI WorldTour. Den Sieg bei Tirreno–Adriatico fixierte er erst im Abschlusszeitfahren, wobei er sich mit einer Sekunde Vorsprung vor dem Briten Adam Yates durchsetzte. Bei der Tour de Romandie hingegen konnte er gleich drei der sechs Etappen für sich entscheiden. Beim Giro d’Italia 2019 schlüpfte Primož Roglič nach dem Auftaktzeitfahren in die Maglia Rosa und verteidigte diese bis zur 6. Etappe, wo er die Gesamtführung an einen Fahrer der Ausreißergruppe abgab. Im Vergleich zu den anderen Gesamtklassement-Fahrern hielt er sich jedoch schadlos und gewann auch das zweite Einzelzeitfahren, das von Riccione nach San Marino führte. Zugleich schob er sich hinter Valerio Conti auf den zweiten Gesamtrang und nahm so die anspruchsvollen Alpenetappen als Mitfavorit in Angriff. Bei der ersten Bergankunft beim Lago Serrù kam es zum Duell zwischen dem Slowenen und dem vierfachen Grand-Tour-Sieger Vincenzo Nibali, wobei sich die beiden gegenseitig beäugten und Zeit gegenüber den anderen Gesamtklassement-Fahrern verloren. Tags drauf griff Richard Carapaz im Finale der 14. Etappe an und übernahm mit dem Tagessieg die Führung in der Gesamtwertung, wobei sein Vorsprung auf den zweitplatzierten Roglič nur sieben Sekunden betrug. Auf den nachfolgenden Etappen präsentierte sich der Ecuadorianer als stärkster Fahrer, während Primož Roglič auf den vierten Gesamtrang abrutschte. Im Abschlusszeitfahren von Verona konnte er den Spanier Mikel Landa jedoch um acht Sekunden vom dritten Platz verdrängen und stand somit erstmal auf dem Podium einer Grand Tour. Nach einer längeren Rennpause bestritt er Ende August die Vuelta a España und übernahm im Zeitfahren der 10. Etappe die Gesamtführung. Diese sollte er bis zum Ende der Rundfahrt nicht mehr abgeben und fuhr im Roten Trikot in Madrid ein. Schlussendlich betrug sein Vorsprung zwei Minuten und 33 Sekunden auf den Weltmeister Alejandro Valverde und zwei Minuten und 55 Sekunden auf seinen jüngeren Landsmann Tadej Pogačar. Zugleich war es der erste Grand Tour-Sieg für das Team Jumbo-Visma, seitdem es sich im Jahr 2013 unter Richard Plugge neu aufgestellt hatte. Am Ende der Saison ging Primož Roglič erneut bei den Weltmeisterschaften an den Start und gewann den Giro dell’Emilia und Tre Valli Varesine, ehe er Siebter der Lombardei-Rundfahrt wurde.

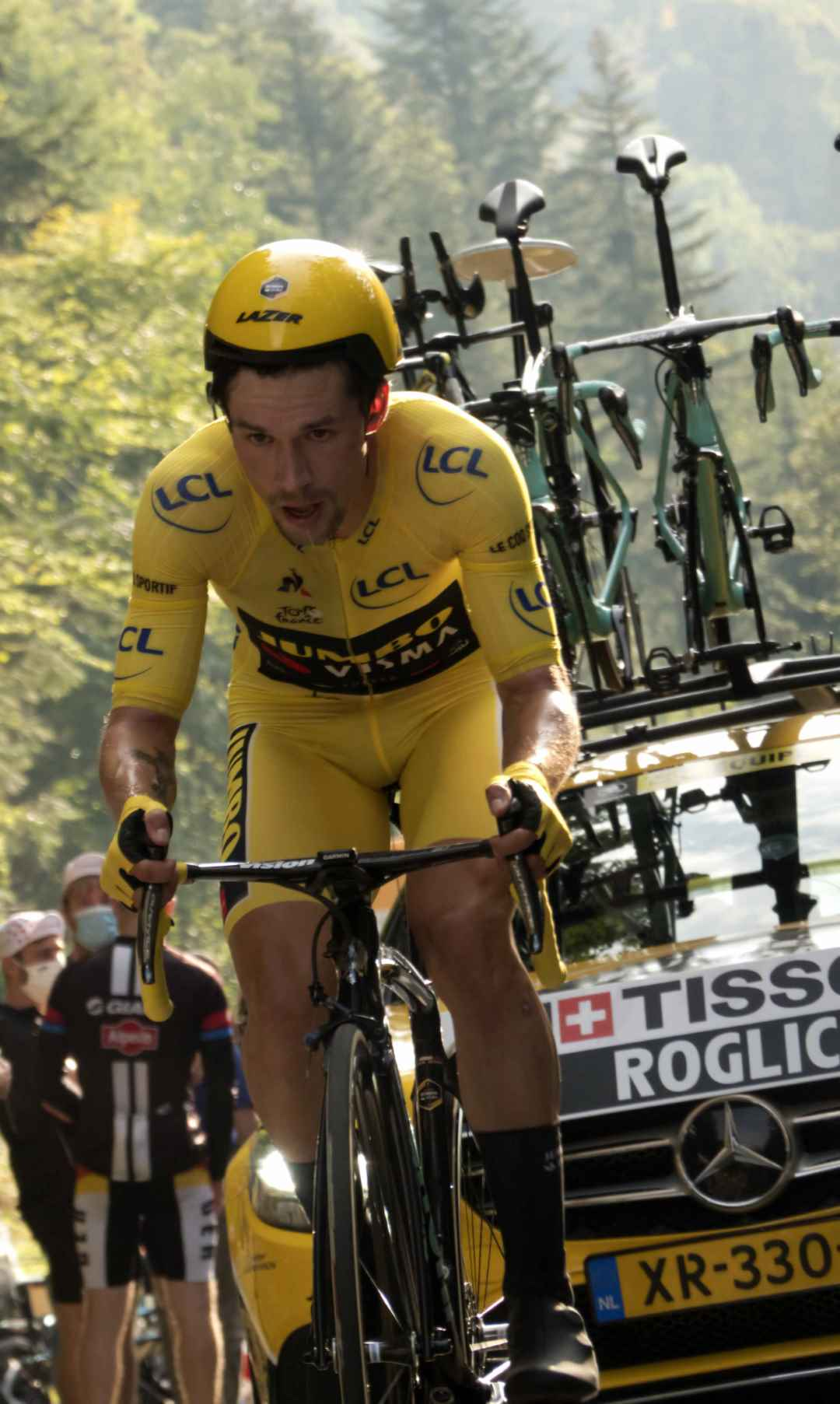
Primož Roglič muss das Gelbe Trikot im Bergzeitfahren der vorletzten Etappe an seinen jüngeren Landsmann Tadej Pogacar abgeben

Die Saison des Jahres 2020 wurde maßgeblich von der COVID-19-Pandemie beeinflusst, die für zahlreiche Absagen und Verschiebungen sorgte. Nachdem er im Frühjahr kein einziges Rennen bestritten hatte, gab Primož Roglič sein Saison-Debüt am 21. Juni im Rahmen der slowenischen Meisterschaften, wobei er sich erstmals den nationalen Titel im Straßenrennen sicherte. Eine Woche später unterlag er jedoch dem 21-jährigen Tadej Pogačar, der den Zeitfahrbewerb mit einem Vorsprung von neun Sekunden für sich entschied. In Vorbereitung auf die Tour de France ging Roglič bei der Tour de l’Ain an den Start, wo er zwei der drei Etappen gewann und sich in der Gesamtwertung mit einem Vorsprung von 18 Sekunden vor dem Kolumbianer Egan Bernal durchsetzte. Im Anschluss betritt Roglič auch eine verkürzte Austragung des Critérium du Dauphiné und übernahm am zweiten Etappentag mit einem Tagessieg am Col de Porte die Gesamtführung. Auf den nachfolgenden Abschnitten präsentierte sich das Team Jumbo-Visma als stärkste Kraft im Peloton, ehe Primož Roglič die Rundfahrt auf der letzten Etappe wegen eines Sturzes aufgeben musste. Trotz seiner Sturzverletzungen ging Primož Roglič am 29. August als Favorit bei der Tour de France 2020 an den Start. Auf der 4. Etappe gewann er die Bergankunft in Orcières-Merlette, ehe er auf der 9. Etappe erstmals das Gelbe Trikot übernahm. Nach den Pyrenäen-Etappen betrug sein Vorsprung 21 Sekunden auf Egan Bernal, wobei sich im Anschluss Tadej Pogačar als größter Herausforderer etablierte. Die beiden Slowenen setzten sich bei den Bergankünften am Pas de Peyrol und Grand Colombier von den restlichen Gesamtklassement-Fahrern ab und gingen getrennt durch 40 Sekunden in die abschließenden Alpen-Etappen. Bei der Bergankunft am Col de la Loze (17. Etappe) setzte sich Primož Roglič von seinem jüngeren Landsmann ab und baute seinen Vorsprung auf 57 Sekunden aus. Die Entscheidung im Kampf um den Gesamtsieg fiel jedoch auf der 20. Etappe, die im Rahmen eines Einzelzeitfahrens auf die Planche des Belles Filles führte. Bereits auf den ersten flacheren Kilometern büßte Roglič viel Zeit auf Tadej Pogačar ein, der das Zeitfahren mit einem Vorsprung von fast eineinhalb Minuten gewann und somit das Gelbe Trikot übernahm. Primož Roglič beendete die Tour de France auf dem zweiten Rang, wobei ihm letztlich 59 Sekunden auf den Gesamtsieg fehlten. Nach der Frankreich-Rundfahrt wurde Roglič Sechster der Weltmeisterschaften im italienischen Imola, ehe er mit Lüttich–Bastogne–Lüttich erstmals ein Monument des Radsports für sich entschied. Dabei profitierte er von der Rückversetzung des Franzosen Julian Alaphilippe, der sich zudem zu früh als Sieger geahnt hatte und die Hände zum Jubel in die Luft gerissen hatte. Am Ende der Saison ging Primož Roglič erneut bei der Vuelta a España an den Start und übernahm bereits auf der ersten Etappe die Gesamtführung. Nachdem er das Rote Trikot im Anstieg nach Formigal verloren hatte, holte er es nach zwei Etappensiegen auf dem 10. Abschnitt zurück, wobei er zeitgleich mit Richard Carapaz platziert war. Zwei Tage später konnte er dem Ecuadorianer im Anstieg des Alto de Angliru nicht folgen und verlor zehn Sekunden, die er jedoch tags drauf im Einzelzeitfahren mit seinem vierten Etappensieg wieder gut machte. Die Entscheidung fiel schlussendlich am vorletzten Etappentag im Anstieg zur Alto de la Covatilla, wobei sich Richard Carapaz erneut absetzen konnte, in der Gesamtwertung jedoch weiterhin 24 Sekunden zurücklag. Aufgrund seiner Leistungen wurde Primoz Roglic im Jahr 2020 mit dem Vélo d’Or ausgezeichnet.

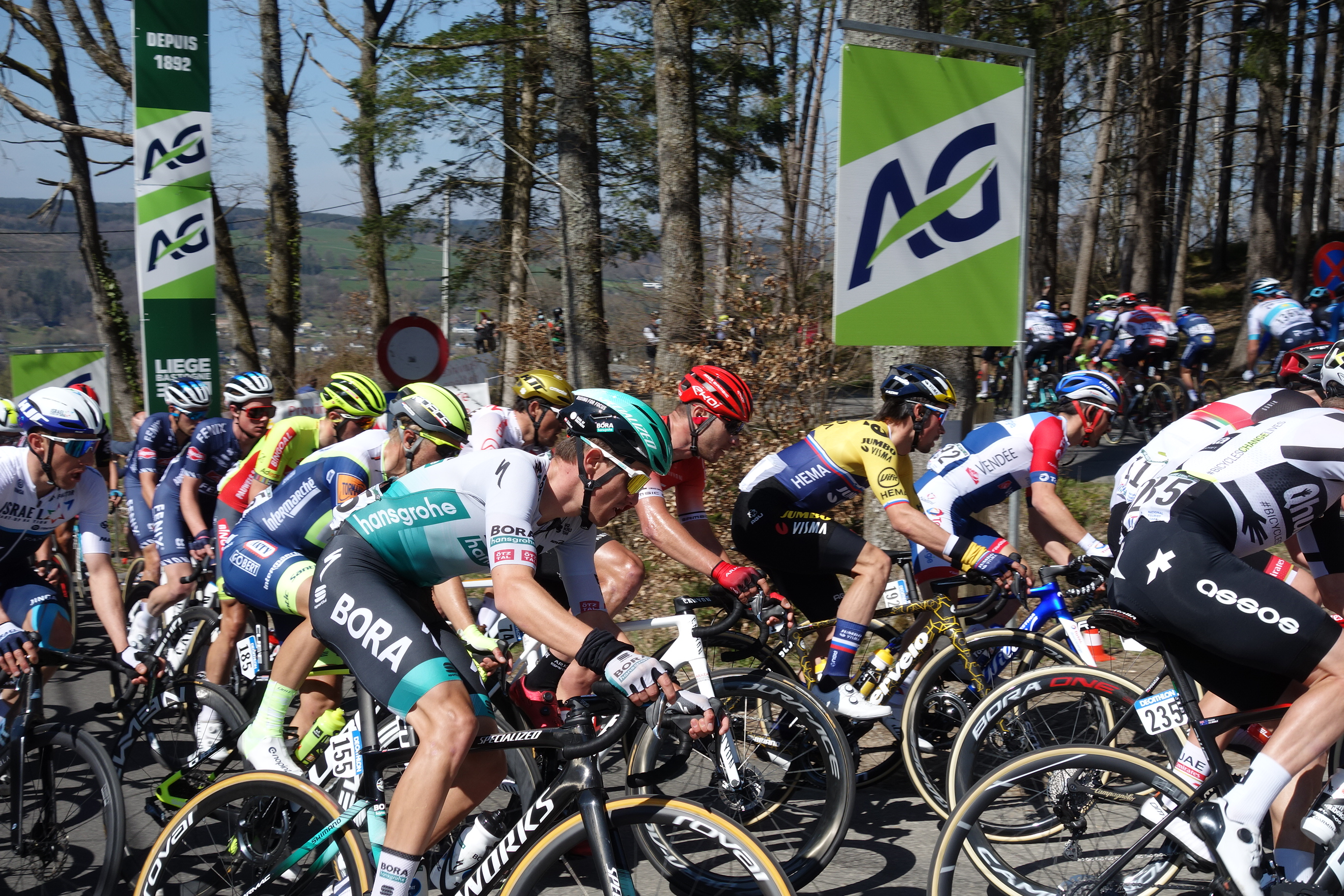
Primož Roglič im Trikot des slowenischen Meisters bei Lüttich–Bastogne–Lüttich 2021

Im Jahr 2021 startete Primož Roglič bei Paris–Nizza in die Saison. Er gewann drei Etappen und fuhr ab dem vierten Abschnitt im Gelben Trikot, ehe er auf der letzten Etappe zu Sturz kam und auf den 15. Gesamtrang zurückfiel. Bei der anschließenden Baskenland-Rundfahrt gewann er das Auftaktzeitfahren und die Gesamtwertung, wobei er sich vor seinem Teamkollegen Jonas Vingegaard durchsetzte. Im weiteren Saisonverlauf ging er bei den Ardennen-Klassikern an den Start und wurde hinter Julian Alaphilippe Zweiter des Flèche Wallonne. Sein Start bei Lüttich–Bastogne–Lüttich war zugleich sein letztes Rennen, ehe er Ende Juni die Tour de France als Kapitän des Team Jumbo-Visma in Angriff nahm. Nachdem er die ersten beiden Abschnitte in der hügligen Bretagne als Dritter beendet hatte, kam er auf der 3. Etappe zu Sturz und verlor rund eine Minute auf die anderen Gesamtklassement-Fahrer. Im Einzelzeitfahren der 5. Etappe verlor er als Siebter wertvolle Sekunden auf Tadej Pogačar, ehe er im Finale der 7. Etappe frühzeitig distanziert wurde. Tags drauf erreichte er das Ziel der ersten Alpen-Etappe als Drittletzter und verließ die Rundfahrt im Vorfeld der 9. Etappe aufgrund seiner Sturzverletzungen. Nach seinem frühen Ausscheiden bei der Frankreich-Rundfahrt folgte eine längere Rennpause, ehe Roglič für die slowenische Nationalmannschaft bei den Olympischen Spielen von Tokio an den Start ging. Nach Platz 28 im Straßenrennen, gewann er das Einzelzeitfahren mit einem Vorsprung von mehr als einer Minute und krönte sich somit im Alter von 31 Jahren zum Olympiasieger. Wie bereits in den beiden vorangegangenen Saisonen ging Primož Roglič auch im Jahr 2021 bei der Vuelta a España an den Start, wo er das Auftaktzeitfahren in Burgos für sich entschied. Das Rote Trikot gab er jedoch bereits auf der 3. Etappe an den Esten Rein Taaramäe ab, wobei er sich gegenüber den anderen Gesamtklassement-Fahrern schadlos hielt. Nachdem er die Gesamtführung zwischenzeitlich zurückerobert hatte, gab er diese am 10. Etappentag an den Norweger Odd Christian Eiking ab und gewann tags drauf die 11. Etappe. Die Vorentscheidung im Kampf um den Rundfahrtsieg fiel auf der 17. Etappe, als Egan Bernal bereits 60 Kilometer vor dem Ziel im vorletzten Anstieg des Tages angriff. Primož Roglič folgte dem Kolumbianer und distanzierte diesen im Schlussanstieg zu den Lagos de Covadonga. Er gewann die Etappe mit einem Vorsprung von mehr als eineinhalb Minuten und übernahm das Rote Trikot mit einem Vorsprung von fast zweieinhalb Minuten. Wenige Tage später fixierte er mit weiteren Etappensieg im Abschlusszeitfahren von Santiago de Compostela seinen dritten Vuelta-a-España-Sieg. Am Ende der Saison gewann Roglič den Giro dell’Emilia und Mailand–Turin, ehe er sich bei der Lombardei-Rundfahrt im Sprint um Platz drei dem Briten Adam Yates geschlagen geben musste.

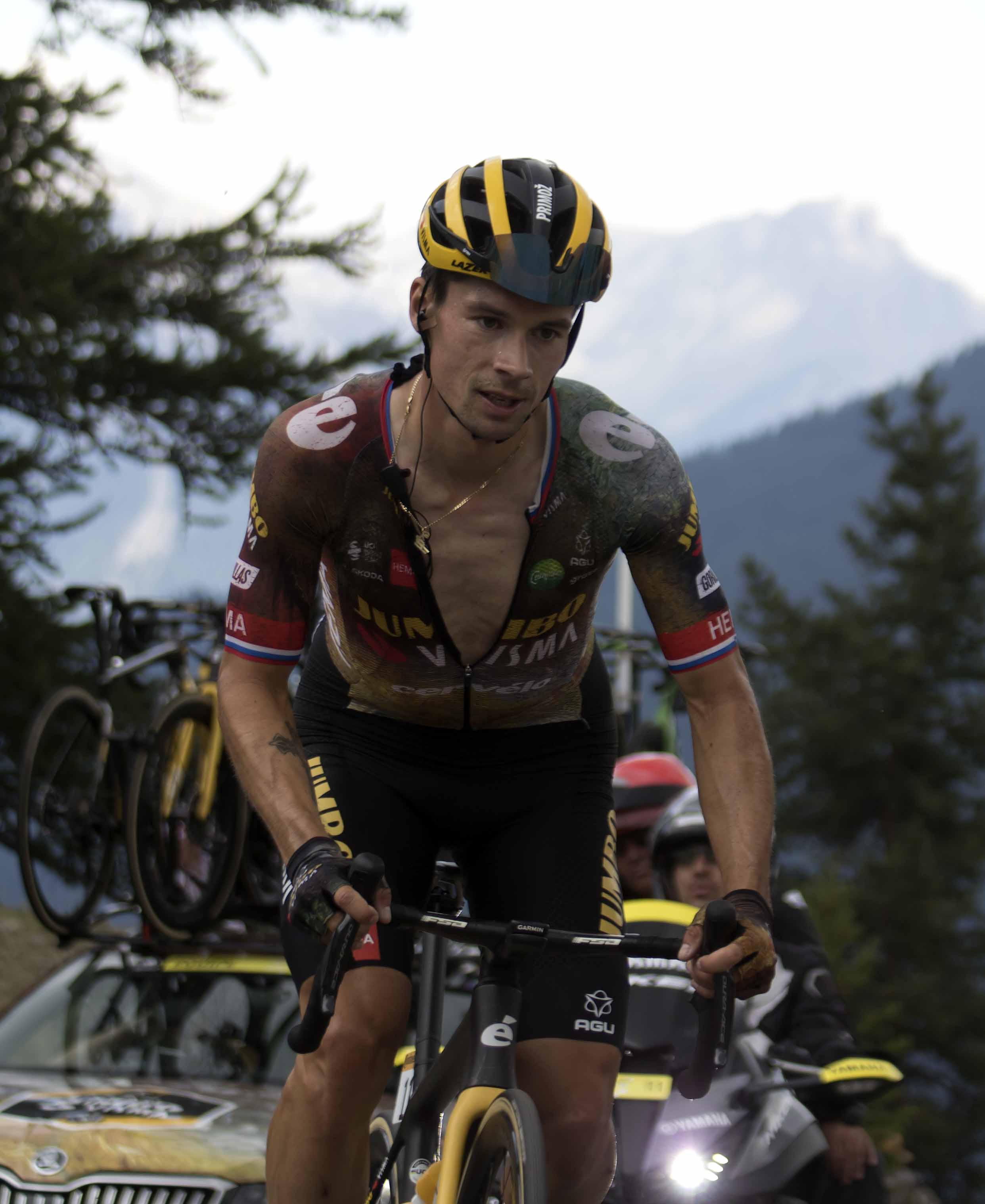
Bei der Tour de France 2022 stellt sich Primož Roglič in die Dienste des Dänen Jonas Vingegaard

Im Frühjahr der Saison 2022 kehrte Primož Roglič zur Fernfahrt Paris–Nizza zurück, wobei er diesmal die Gesamtwertung für sich entscheiden konnte. Auf der letzten Etappe geriet er nach einem Angriff von Simon Yates jedoch in Schwierigkeiten und konnte das Gelbe Trikot nur durch die Hilfe von Wout van Aert verteidigen. Nachdem er Mailand–Sanremo als 17. in der zweiten größeren Gruppe beendet hatte, gewann er das Auftaktzeitfahren der Baskenland-Rundfahrt, ehe er die Gesamtführung auf der 5. Etappe abgeben musste und schlussendlich den achten Gesamtrang belegte. In Vorbereitung auf die Tour de France bestritt er das Critérium du Dauphiné, das er ohne Tageserfolg für sich entschied. Auf der letzten Etappe überließ er den Etappensieg seinem Teamkollegen Jonas Vingegaard, der den zweiten Platz in der Gesamtwertung belegte. Der 25-jährige Däne war bereits im Januar neben Primož Roglič zum Co-Leader des Team Jumbo-Visma ernannt worden. Nach Rang acht im Auftaktzeitfahren von Kopenhagen kam Primož Roglič auf der 5. Etappe zu Sturz, die über Kopfsteinpflaster-Abschnitte führte. Der Slowene kollidierte dabei mit einem Strohballen, der von einem Begleitmotorrad auf die Strecke gedrängt worden war. Bei dem Sturz erlitt Roglič eine Schulterluxation, die er jedoch noch an der Unfallstelle behob, ehe er an der Seite von Nathan Van Hooydonck ins Ziel fuhr. Er büßte jedoch rund zwei Minuten auf die anderen Gesamtklassement-Fahrer ein, womit Jonas Vingegaard zum Kapitän der Mannschaft aufstieg. Nun stellte sich auch Primož Roglič auf der 11. Etappe in die Dienste des Dänen und griff im Anstieg des Col du Galibier an, nachdem das Team Jumbo-Visma den gesamtführenden Tadej Pogačar isoliert hatte. Nach mehreren Angriffen konnte sich Jonas Vingegaard im Schlussanstieg des Col de Granon entscheidend absetzen und übernahm das Gelbe Trikot. Auch auf den nachfolgenden Etappen unterstützte Primož Roglič seinen Teamkollegen, ehe er die Rundfahrt im Vorfeld der 15. Etappe aufgab. Am Saison Ende kehrte Roglič bei der Vuelta a España ins Fahrerfeld zurück und trug nach einem Etappensieg auf der 4. Etappe das Rote Trikot für einen Tag, ehe er es an einen Fahrer der Ausreißergruppe abgab. Anders als in den vorangegangenen Austragungen, konnte er es diesmal jedoch nicht zurückerobern und büßte im Zeitfahren der 10. Etappe viel Zeit auf den erst 22-jährigen Remco Evenepoel ein. Zwar konnte er dem Belgier bei den Bergankünften der 14. und 15. Etappe etwas Zeit abnehmen, doch sein Rückstand betrug immer noch rund eineinhalb Minuten. Im Sprint der 16. Etappe kam Primož Roglič zu Sturz und ging tags drauf als Gesamtzweiter nicht mehr an den Start.

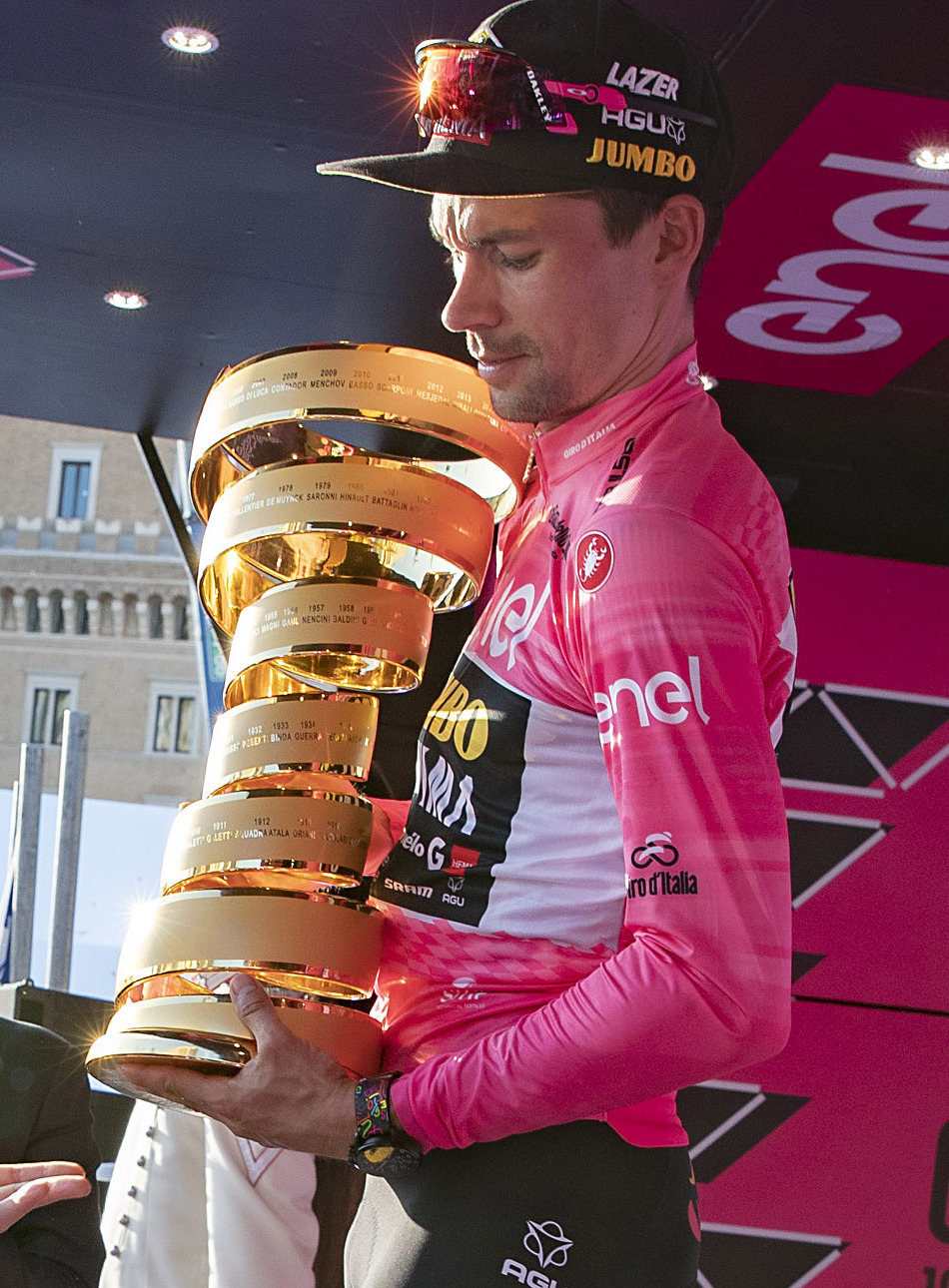
Im Jahr 2023 gewinnt Primož Roglič die Gesamtwertung des Giro d’Italia

Nachdem er sich zwischen den Jahren 2020 und 2022 auf die Tour de France fokussiert hatte, gab Primož Roglič im Jahr 2023 den Giro d’Italia als Ziel aus. Als Vorbereitung bestritt er mit Tirreno–Adriatico und der Katalonien-Rundfahrt nur zwei Etappenrennen, wobei er beide für sich entschied und dabei insgesamt fünf Etappensiege feierte. Das Auftaktzeitfahren der Italien-Rundfahrt beendete er als Sechster, büßte jedoch 43 Sekunden auf Remco Evenepoel ein, der als erster Fahrer in die Maglia Rosa schlüpfte. Auf der hügligen 8. Etappe konnte er dem Belgier jedoch ein paar Sekunden abnehmen, ehe dieser die Rundfahrt tags drauf wegen einer COVID-19-Infektion verließ. Primož Roglič rückte zugleich auf den zweiten Gesamtrang vor, wobei ihn nur zwei Sekunden vom gesamtführenden Geraint Thomas trennten. Auf der 16. Etappe musste er den Briten und den Portugiesen João Almeida im Schlussanstieg des Monte Bondone ziehen lassen und rutschte zwischenzeitlich auf den dritten Gesamtrang ab. Die Entscheidung um den Gesamtsieg fiel im Bergzeitfahren auf den Monte Lussari (20. Etappe), das Roglič trotz eines technischen Defekts gewann, wobei er in den steilen Rampen kurz vom Rad steigen musste. Nachdem er die Fahrt wieder fortgesetzt hatte, wurde er durch den Zuschauer Mitja Mežnar angeschoben, mit dem er im Jahr 2007 Weltmeister im Mannschaftsspringen der Junioren geworden war. Tags drauf gewann er den Giro d’Italia als erster Slowene mit einem Vorsprung von 14 Sekunden. Nach einer längeren Rennpause gab Primož Roglič die Vuelta a España als Ziel aus, wobei er sich die Kapitänsrolle mit Jonas Vingegaard teilen musste, der wenige Wochen zuvor zum zweiten Mal die Tour de France gewonnen hatte. In Vorbereitung auf die Spanien-Rundfahrt zeigte Primož Roglič bei der Burgos-Rundfahrt auf, wo er zwei Etappen und die Gesamtwertung für sich entschied. Bei der Spanien-Rundfahrt feierte Roglič seinen ersten Etappensieg auf der 8. Etappe, wobei sein Teamkollege Sepp Kuss das Rote Trikot übernahm. Der US-Amerikaner, der in den Jahren zuvor meist als Helfer von Jonas Vingegaard und Primož Roglič gefahren war, hatte auf der 6. Etappe mehrere Minuten herausgefahren, als er mit der Ausreißergruppe vor dem Hauptfeld im Ziel ankam. Sepp Kuss verteidigt das Rote Trikot auch auf der anspruchsvollen 13. Etappe, wobei das Jumbo-Visma-Trio nun auf den ersten drei Rängen der Gesamtwertung lag. Da die Kaptiänsrolle nicht klar vergeben worden war, distanzierten sich die Fahrer auf den nachfolgenden Etappen gegenseitig, ohne Zeit auf die anderen Kontrahenten zu verlieren. Nachdem sich das Trio auf der 17. Etappe im Schlussanstieg zur Alto de Angliru erneut abgesetzt hatte, forcierte Primož Roglič das Tempo, wobei der gesamtführende Sepp Kuss zurückfiel. Dies sorgte für Spannungen innerhalb der Mannschaft, die sich nun hinter den US-Amerikaner stellte. Schlussendlich beendete Primož Roglič die Spanien-Rundfahrt hinter seinen beiden Teamkollegen auf dem dritten Gesamtrang.
Am 30. September 2023 gab Primož Roglič vor dem Start des Giro dell’Emilia bekannt, das Team Jumbo-Visma trotz seines laufenden Vertrags nach acht Jahren zu verlassen. Nachdem er bei dem italienischen Eintagesrennen seinen letzten Sieg im Trikot der niederländischen Mannschaft feierte, meinte der Team-Manager Richard Plugge wenige Tage später, dass er dem zwischenzeitlich 33-jährigen Slowenen bei dessen Teamwechsel nicht behindern werde. Am 6. Oktober wurde bekanntgegeben, das Primož Roglič einen Zweijahresvertrag beim deutschen Bora-hansgrohe Team unterschrieben hatte. Seinen Wechsel begründete Roglič damit, dass er die alleinige Kapitänsrolle bei der Tour de France beanspruche, was bei Jumbo-Visma nicht mehr möglich war. Weiterhin meinte er, dass er die Mannschaft auch verlassen hätte, wenn er die Vuelta a España 2023 gewonnen hätte.

### Wechsel zu Red Bull-Bora-hansgrohe

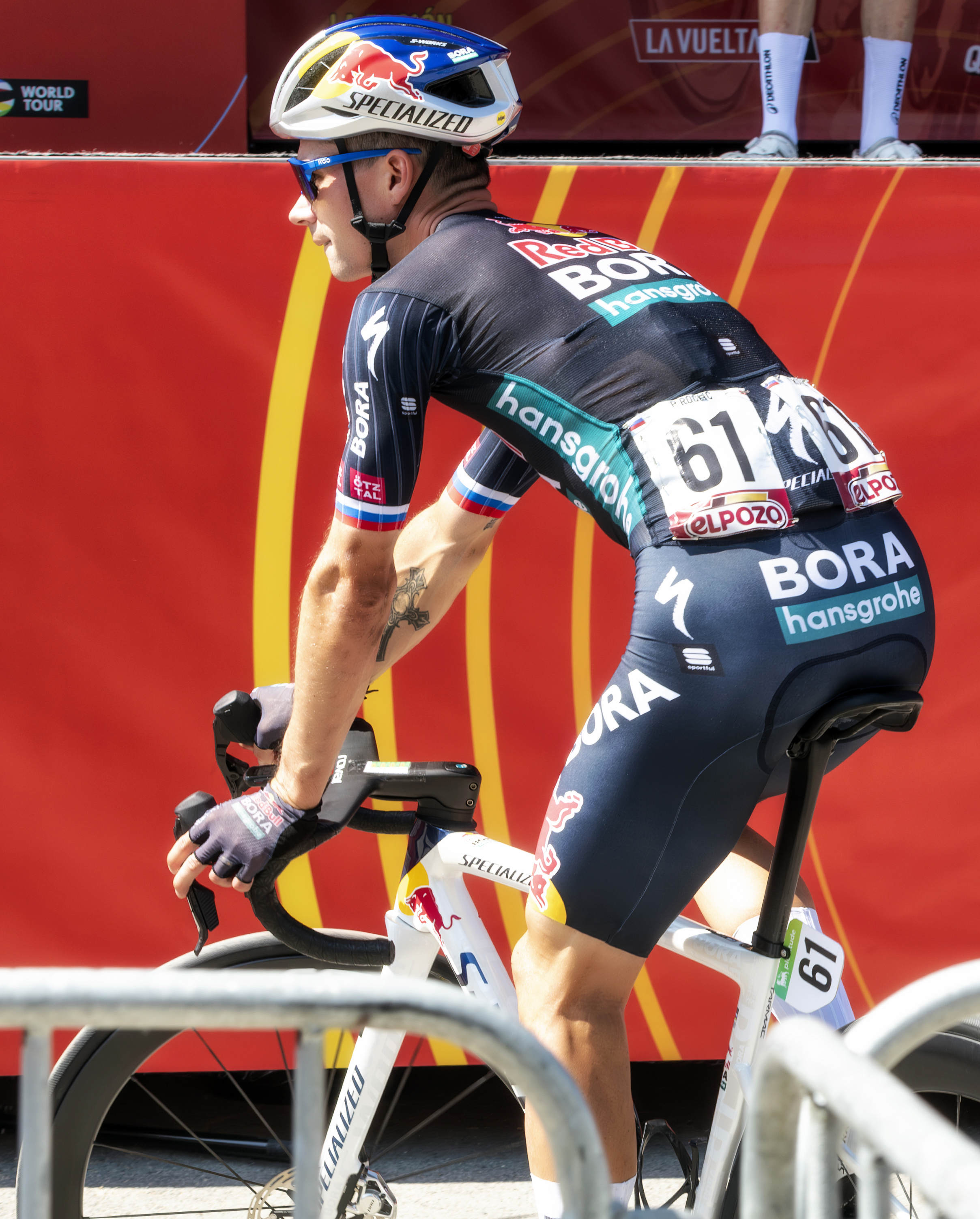
Primož Roglič gewann die Vuelta a España 2024 und stellte so mit seinem vierten Gesamtsieg den Rekord von Roberto Heras ein

Sein erstes Rennen für das deutsche UCI WorldTeam bestritt er im Rahmen von Paris–Nizza, wobei er als Gesamtzehnter nicht überzeugen konnte. Bei der Baskenland-Rundfahrt gewann er das Auftaktzeitfahren, obwohl er kurz vor dem Ziel falsch abbog. Nachdem er bereits auf der dritten Etappe zu Sturz gekommen war, war Roglič tags drauf in einen Massensturz involviert, der sich in einer Abfahrt ereignete. Er kam dabei von der Straße ab und stürzte in den anliegenden Straßengraben. Daraufhin musste der Slowene die Rundfahrt im Führungstrikot aufgeben. In Vorbereitung auf die Tour de France kehrte er beim Critérium du Dauphiné ins Fahrerfeld zurück und gewann zwei Bergankünfte, sowie die Gesamtwertung und Punktewertung. Auf der letzten Etappe konnte er seinen Kontrahenten jedoch nicht folgen und gewann die Rundfahrt schlussendlich mit einem Vorsprung von nur acht Sekunden. Bei der Tour de France büßte er auf den ersten Etappen wertvolle Sekunden auf Tadej Pogačar, Jonas Vingegaard und Remco Evenepoel ein, ehe er auf der 12. Etappe rund 12 Kilometer vor dem Ziel zu Sturz kam und mehr als zwei Minuten verlor. Tags drauf verließ er die Rundfahrt aufgrund seiner Verletzungen. Nach der Tour de France zeigten weitere Untersuchungen eine Wirbelfraktur, womit sein Start bei der Vuelta a España lange Zeit als unklar galt. Am 12. August gab die Mannschaft seine Teilnahme bekannt. Mit einem Tagessieg bei der ersten Bergankunft übernahm er nach der 4. Etappe die Gesamtführung, die er zwei Tage später an den Australier Ben O’Connor abgeben musste. Dieser war in die Fluchtgruppe gegangen und hatte einen Vorsprung von mehreren Minuten herausfahren können. Roglič konnte im Anschluss mit einem Etappensieg auf der 8. Etappe wieder Zeit gut machen, wobei sein Rückstand als Gesamtzweiter vor dem ersten Ruhetag fast vier Minuten betrug. Im Anschluss machte er stetig Zeit gegenüber Ben O’Connor gut und übernahm auf der 19. Etappe das Rote Trikot, das er bis zum Ende der Rundfahrt nicht mahr abgab. Mit seinem vierten Gesamtsieg bei der Spanien-Rundfahrt zog er mit dem Rekordhalter Roberto Heras gleich.
Im Jahr 2025 startete Primož Roglič Ende Februar bei der Algarve-Rundfahrt in die Saison und belegte dort den achten Gesamtrang. Im Anschluss gewann er bei der Katalonien-Rundfahrt eine Bergankunft beim Kloster Montserrat, ehe er am letzten Tag mit einem weiteren Sieg am Montjuïc den Gesamtsieg nach einem Solo über 20 Kilometer fixierte. Neben zwei Etappensiegen und der Gesamtwertung setzte er sich somit auch in der Punkte- und Bergwertung durch. Beim Giro d’Italia ging er als klarer Kapitän der Red Bull-Bora-hansgrohe-Mannschaft an den Start und übernahm im Einzelzeitfahren der 2. Etappe die Maglia Rosa. Nachdem er die Gesamtführung wieder an den Dänen Mads Pedersen abgegeben hatte, holte er diese nach der ersten Bergankunft zurück, wobei er sich jedoch dem jungen Spanier Juan Ayuso geschlagen geben musste. Am 8. Etappentag gab er das Rosa Trikot an Diego Ulissi ab, ehe er tags drauf auf der Schotter-Etappe nach Siena zu Sturz kam und rund zwei Minuten auf den Tagessieger Wout van Aert verlor, der das Ziel gemeinsam mit Isaac Del Toro erreichte. Auf Juan Ayuso und die meisten anderen Favoriten auf den Rundfahrtsieg büßte er etwa mehr als eine Minute ein, womit er auf den zehnten Gesamtrang zurückfiel. Sein Rückstand betrug vor dem zweiten Ruhetag somit bereits zwei Minuten und 25 Sekunden. Obwohl er bei der Streckenbesichtigung des zweiten Einzelzeitfahrens neuerlich zu Sturz kam, präsentierte sich Primož Roglič auf der 10. Etappe als einer der stärksten Fahrer und rückte auf den 5. Gesamtrang vor. Auf der 14. Etappe stürzte er erneut, als der Giro d’Italia bei nassen Straßen durch seine Heimat Slowenien führte. Dabei verlor er rund eine Minute gegenüber dem weiterhin führenden Isaac Del Toro. Tags drauf brach Primož Roglič auf der 15. Etappe ein und verlor im Anstieg von Dori rund 30 Kilometer vor dem Ziel den Kontakt zu den anderen Gesamtklassement-Fahrern. Er büßte eineinhalb Minuten ein, beschloss die Italien-Rundfahrt jedoch auch nach dem letzten Ruhetag fortzusetzen. Nach einem weiteren Sturz auf der 16. Etappe verließ er das Rennen jedoch frühzeitig.

## Erfolge

### Skispringen
Continental-Cup-Siege im Einzel:
| Nr. | Datum            | Ort     | Typ           |
| --- | ---------------- | ------- | ------------- |
| 1.  | 7. Januar 2006   | Planica | Normalschanze |
| 2.  | 10. Februar 2007 | Westby  | Großschanze   |

### Radrennen
2014
- eine Etappe Tour d’Azerbaïdjan
- Kroatien-Slowenien

2015
- Gesamtwertung und eine Etappe Tour d’Azerbaïdjan
- Gesamtwertung und eine Etappe Slowenien-Rundfahrt
- eine Etappe Tour of Qinghai Lake

2016
- eine Etappe Giro d’Italia

2017
- Gesamtwertung Algarve-Rundfahrt
- zwei Etappen Baskenland-Rundfahrt
- eine Etappe Tour de Romandie
- Prolog Ster ZLM Toer
- eine Etappe Tour de France
- Vizeweltmeister – Einzelzeitfahren

2018
- eine Etappe Tirreno–Adriatico
- Gesamtwertung, eine Etappe und Punktewertung Baskenland-Rundfahrt
- Gesamtwertung Tour de Romandie
- Gesamtwertung und zwei Etappen Slowenien-Rundfahrt
- eine Etappe Tour de France
- Mannschaftszeitfahren Tour of Britain

2019
- Gesamtwertung, eine Etappe und Mannschaftszeitfahren UAE Tour
- Gesamtwertung Tirreno–Adriatico
- Gesamtwertung, drei Etappen und Punktewertung Tour de Romandie
- zwei Etappen Giro d’Italia
- Gesamtwertung, eine Etappe und  Punktewertung Vuelta a España
- Giro dell’Emilia
- Tre Valli Varesine

2020
- Slowenischer Meister – Straßenrennen
- Gesamtwertung, zwei Etappen und Punktewertung Tour de l’Ain
- eine Etappe Critérium du Dauphiné
- eine Etappe Tour de France
- Lüttich–Bastogne–Lüttich
- Gesamtwertung, vier Etappen und  Punktewertung Vuelta a España

2021
- drei Etappen und Punktewertung Paris–Nizza
- Gesamtwertung, eine Etappe, Punktewertung und Bergwertung Baskenland-Rundfahrt
- Olympiasieger – Einzelzeitfahren
- Gesamtwertung und vier Etappen Vuelta a España
- Giro dell’Emilia
- Mailand–Turin

2022
- Gesamtwertung und eine Etappe Paris–Nizza
- eine Etappe Baskenland-Rundfahrt
- Gesamtwertung Critérium du Dauphiné
- eine Etappe Vuelta a España

2023
- Gesamtwertung, drei Etappen, Punktewertung und Bergwertung Tirreno–Adriatico
- Gesamtwertung, zwei Etappen und Punktewertung Volta a Catalunya
- Gesamtwertung und eine Etappe Giro d’Italia
- zwei Etappen Vuelta a España
- Giro dell’Emilia

2024
- eine Etappe Baskenland-Rundfahrt
- Gesamtwertung, zwei Etappen und Punktewertung Critérium du Dauphiné
- Gesamtwertung und drei Etappen Vuelta a España

2025
- Gesamtwertung, zwei Etappen, Punktewertung und Bergwertung Katalonien-Rundfahrt

### Wichtige Platzierungen als Radrennfahrer
| Grand Tour            | 2014 | 2015 | 2016 | 2017 | 2018 | 2019 | 2020 | 2021 | 2022 | 2023 | 2024 | 2025 |
| --------------------- | ---- | ---- | ---- | ---- | ---- | ---- | ---- | ---- | ---- | ---- | ---- | ---- |
| Giro d’ItaliaGiro     | –    | –    | 58   | –    | –    | 3    | –    | –    | –    | 1    | –    | DNF  |
| Tour de FranceTour    | –    | –    | –    | 38   | 4    | –    | 2    | DNF  | DNF  | –    | DNF  | 8    |
| Vuelta a EspañaVuelta | –    | –    | –    | –    | –    | 1    | 1    | 1    | DNF  | 3    | 1    |      |

| Weltmeisterschaft        | 2014 | 2015 | 2016 | 2017 | 2018 | 2019 | 2020 | 2021 | 2022 | 2023 | 2024 |
| ------------------------ | ---- | ---- | ---- | ---- | ---- | ---- | ---- | ---- | ---- | ---- | ---- |
| StraßenrennenStraße      | –    | –    | –    | 121  | 34   | DNF  | 6    | 48   | –    | –    | 64   |
| EinzelzeitfahrenEZF      | –    | –    | 24   | 2    | –    | 12   | –    | –    | –    | –    | 12   |
| MannschaftszeitfahrenMZF | 27   | –    | 5    | 7    | –    | –    | –    | –    | –    | –    | –    |

| Monument                 | 2014 | 2015 | 2016 | 2017 | 2018 | 2019 | 2020 | 2021 | 2022 | 2023 | 2024 | 2025 |
| ------------------------ | ---- | ---- | ---- | ---- | ---- | ---- | ---- | ---- | ---- | ---- | ---- | ---- |
| Mailand–Sanremo          | –    | –    | –    | 67   | –    | –    | –    | –    | 17   | –    | –    | –    |
| Flandern-Rundfahrt       | –    | –    | –    | –    | –    | –    | –    | –    | –    | –    | –    | –    |
| Paris–Roubaix            | –    | –    | –    | –    | –    | –    | –    | –    | –    | –    | –    | –    |
| Lüttich–Bastogne–Lüttich | –    | –    | –    | –    | –    | –    | 1    | 13   | –    | –    | –    | –    |
| Lombardei-Rundfahrt      | –    | –    | –    | 40   | 17   | 7    | –    | 4    | –    | 3    | –    |      |

## Privatleben
Roglič ist seit 2021 mit Lora Klinc verheiratet, die er in der slowenischen Gemeinde Hoče-Slivnica kennenlernte. Die beiden leben mit ihrem 2019 geborenen Sohn Lev in Monaco.

## Auszeichnungen
- Sloweniens Sportler des Jahres: 2019 und 2020